# Kroatië op het Eurovisiesongfestival 2008

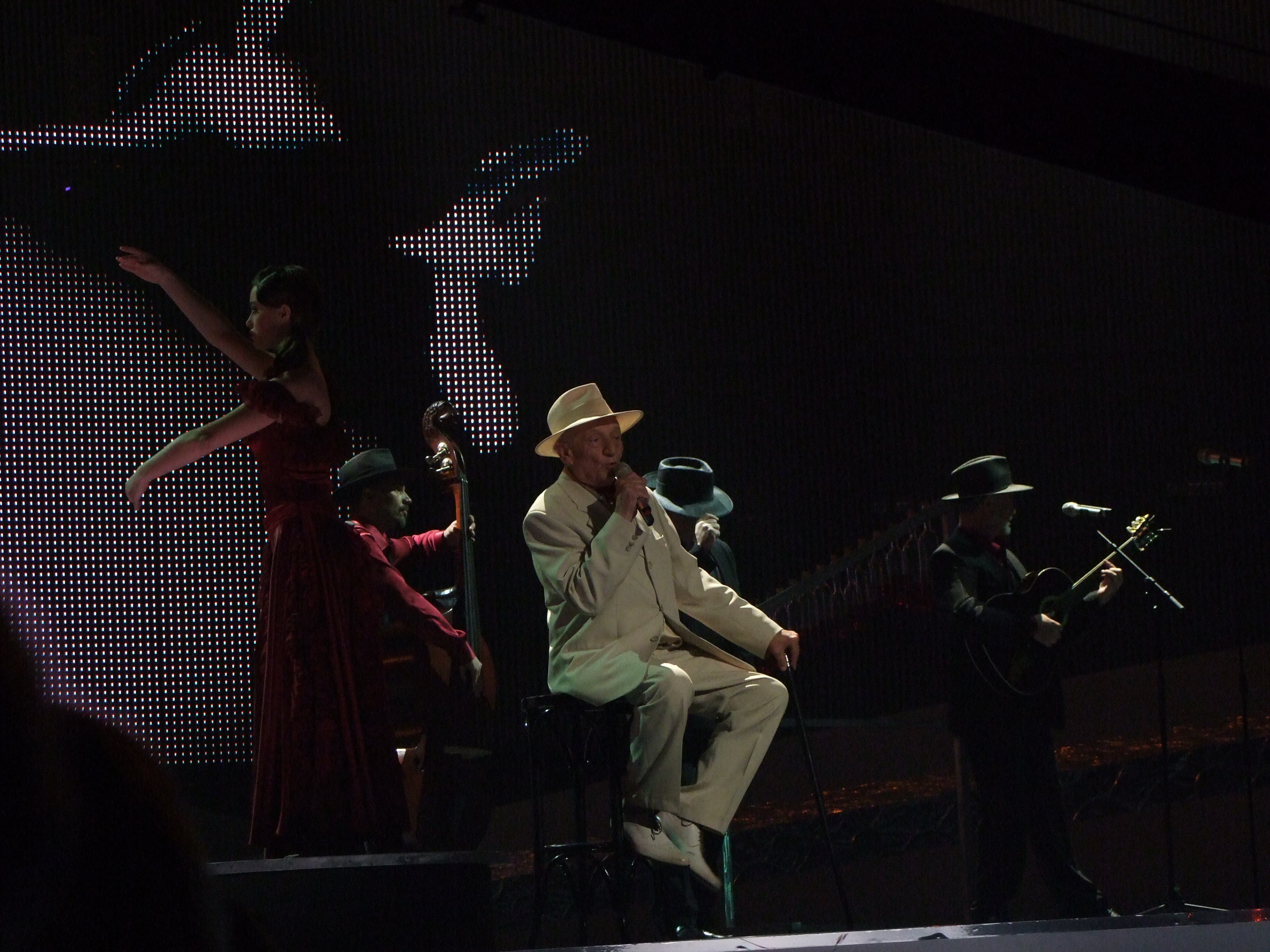
Bijdrage van Kroatië aan het Eurovisiesongfestival 2008

Kroatië nam deel aan het Eurovisiesongfestival 2008 in Belgrado, Servië. Het was de 16de deelname van het land op het Eurovisiesongfestival. De selectie verliep via het jaarlijkse Dora. HRT was verantwoordelijk voor de Kroatische bijdrage voor de editie van 2008.

## Selectieprocedure
Net zoals de vorige jaren koos men er deze keer voor 1 nationale finale en 1 halve finale te organiseren.
De finale vond plaats op 23 februari 2008 en werd gehouden in Opatija.
De winnaar werd gekozen door jury en televoting.
| Volgorde | Artiest                   | Lied                        | Televoting | Televoting | Jury | Totaal  | Plaats |
| -------- | ------------------------- | --------------------------- | ---------- | ---------- | ---- | ------- | ------ |
| 1        | Dye and the Colors        | "Zažmirim i putujem"        | 496        | 8          | 4    | 12      | 12     |
| 2        | Hari Rončević             | "Ležim na suncu"            | 229        | 4          | 2    | 6       | 15     |
| 3        | Emilija Kokić             | "Anđeo"                     | 1554       | 12         | 8    | 20      | 6      |
| 4        | Prva Liga i Druge         | "Vila"                      | 2571       | 14         | 6    | 20      | 6      |
| 5        | Tamara Obrovac            | "Amor"                      | 279        | 6          | 14   | 20      | 6      |
| 6        | Pero Galić                | "Otvori mi oči"             | 690        | 9          | 6    | 15      | 10     |
| 7        | Antonija Šola             | "Gdje je srce tu je dom"    | 4119       | 16         | 15   | 31      | 2      |
| 8        | Ivo Gamulin Gianni        | "Sanjam"                    | 1858       | 13         | 12   | 25      | 3      |
| 9        | Alen Islamović            | "Mirno spava kosa plava"    | 193        | 3          | 8    | 11      | 13     |
| 10       | Maja Blagdan              | "Zvala sam ga Anđele"       | 247        | 5          | 4    | 9       | 14     |
| 11       | Giuliano                  | "Plava vještica"            | 117        | 2          | 12   | 14      | 11     |
| 12       | Maja Šuput                | "Lako zaljubljiva"          | 835        | 10         | 12   | 22      | 5      |
| 13       | Kraljevi Ulice & 75 cents | "Romanca"                   | 3882       | 15         | 16   | 31+1=32 | 1      |
| 14       | Bonaca & Nera             | "Tvoje oko ka' more duboko" | 1246       | 13         | 11   | 24      | 4      |
| 15       | Ivana Banfić              | "Mir"                       | 358        | 7          | 9    | 16      | 9      |
| 16       | Dino Dvornik & Bane       | "Milina"                    | 0          | 1          | 1    | 2       | 16     |

## In Belgrado
In de tweede halve finale moest men aantreden als 11de, net na Letland en voor Bulgarije. Op het einde van de avond bleken ze op een 4de plaats te zijn geëindigd met 112 punten, wat ruim voldoende was voor de finale.
België en Nederland namen deel aan de andere halve finale.
In de finale moest Kroatië optreden als 9de, net na Finland en voor Polen. Op het einde van de puntentelling bleek de groep op een 21ste plaats te zijn geëindigd met 44 punten.
België en Nederland hadden geen punten over voor deze inzending.

### Gekregen punten

#### Halve Finale 2
| 12 punten            | 10 punten                              | 8 punten                          | 7 punten                           | 6 punten                                      |
| -------------------- | -------------------------------------- | --------------------------------- | ---------------------------------- | --------------------------------------------- |
|                      | - Hongarije - Noord-Macedonië - Servië | - Georgië                         | - Letland - Oekraïne - Wit-Rusland | - Bulgarije - Cyprus - Portugal - Zwitserland |
| 5 punten             | 4 punten                               | 3 punten                          | 2 punten                           | 1 punt                                        |
| - Litouwen - Turkije | - IJsland - Zweden                     | - Albanië - Denemarken - Tsjechië | - Frankrijk                        |                                               |

#### Finale
| 12 punten | 10 punten               | 8 punten                          | 7 punten                                             | 6 punten                                  |
| --------- | ----------------------- | --------------------------------- | ---------------------------------------------------- | ----------------------------------------- |
|           | - Bosnië en Herzegovina | - Slovenië                        |                                                      |                                           |
| 5 punten  | 4 punten                | 3 punten                          | 2 punten                                             | 1 punt                                    |
| - Letland |                         | - Portugal - Servië - Zwitserland | - Armenië - Duitsland - Noord-Macedonië - Montenegro | - Georgië - Oekraïne - Roemenië - Rusland |

### Punten gegeven door Kroatië

#### Halve Finale 2
Punten gegeven in de halve finale:
| 12 punten | Noord-Macedonië |
| 10 punten | Albanië         |
| 8 punten  | Portugal        |
| 7 punten  | Oekraïne        |
| 6 punten  | Letland         |
| 5 punten  | Zwitserland     |
| 4 punten  | Malta           |
| 3 punten  | Denemarken      |
| 2 punten  | Tsjechië        |
| 1 punt    | Bulgarije       |

#### Finale
Punten gegeven in de finale:
| 12 punten | Bosnië en Herzegovina |
| 10 punten | Servië                |
| 8 punten  | Albanië               |
| 7 punten  | Oekraïne              |
| 6 punten  | Rusland               |
| 5 punten  | Griekenland           |
| 4 punten  | Letland               |
| 3 punten  | Portugal              |
| 2 punten  | Israël                |
| 1 punt    |                       |